# Condado de Latimer
O Condado de Latimer é um dos 77 condados do estado norte-americano do Oklahoma. A sede do condado é Wilburton, que também é sua maior cidade.
A área do condado é de 1888 km² (dos quais 18 km² são cobertos por água), uma população de 10 692 habitantes e uma densidade populacional de 6 hab/km².

## Condados adjacentes
- Condado de Haskell (norte)
- Condado de Le Flore (leste)
- Condado de Pushmataha (sul)
- Condado de Pittsburg (oeste)

## Cidades e vilas
- Fanshawe (grande parte no Condado de Le Flore)
- Red Oak
- Wilburton